# Литвиненко-Вольгемут, Мария Ивановна
Мария Ивановна Литвине́нко-Во́льгемут (укр. Марія Іванівна Литвиненко-Вольгемут; 1892—1966) — советская, украинская оперная певица (лирико-драматическое сопрано), актриса, педагог. Народная артистка СССР (1936). Лауреат Сталинской премии l степени (1946).

## Биография
Мария Литвиненко родилась 1 (13) февраля 1892 года (по другим источникам − 25 января (6 февраля) 1895 года) в Киеве, в семье рабочего завода «Арсенал».
С семи лет пела в церковном хоре, где овладела нотной грамотой и первоначальными основами певческого искусства. С 1901 по 1906 училась в приходском училище при заводе «Арсенал». С 14 лет участвовала в спектаклях украинского любительского музыкально-драматического кружка.
С 1908 по 1912 годы обучалась пению в Киевской музыкальной школе Н. А. Тутковского (класс вокала М. Алексеевой-Юневич). Училась также в Киевском музыкальном училище (ныне Киевский институт музыки имени Глиэра) также у М. Алексеевой-Юневич.
В 1912—1914 годах — солистка первого украинского музыкально-драматического Театра Н. К. Садовского в Киеве. Актёрскому мастерству училась у актрисы театра М. К. Заньковецкой.
В 1914—1916 годах — солистка Театра музыкальной драмы в Петрограде (ныне Санкт-Петербург). С ноября 1916 по февраль 1917 пела в Киевской опере (антреприза М. Ф. Багрова).
С 1917 года активно участвовала в концертах агитбригады по обслуживанию войск Красной Армии на фронтах Гражданской войны. С 1918 года принимала участие в спектаклях Театра Н. К. Садовского.
В 1919 году в Киеве, вместе с режиссёром Л. Курбасом и художником А. Г. Петрицким участвовала в организации и входила в состав первого украинского советского оперного театра «Украинская музыкальная драма», просуществовавшего до сентября 1919 года.
В 1920—1922 годах — солистка организованной ею труппы «Первого трудового кооператива украинских артистов» (Украинский народный театр) в Виннице, в 1922—1923 годы пела в Киевском оперном театре им. К. Либкнехта (ныне Национальная опера Украины). В 1923—1935 годах — солистка Харьковской русской оперы (с 1925 — Украинская государственная столичная опера, ныне Харьковский театр оперы и балета имени Н. В. Лысенко), в 1925 году пела в Краснодаре. С 1926 года одновременно выступала в спектаклях Украинского народного театра, с 1928 — Первого передвижного государственного рабочего оперного театра (ГРОТ), в составе которого гастролировала в Полтаве, Кривом Роге, Днепропетровске, Сумах, Запорожье, Николаеве, Кременчуге.
В 1935—1953 годах — солистка Киевского театра оперы и балета им. Т. Г. Шевченко.
С 1941 года до окончания войны находилась с театром в Уфе (до 1942), затем в Иркутске (1942—1944). Выезжала на Юго-Западный фронт, где пела перед воинами на фронте и перед ранеными в госпиталях.

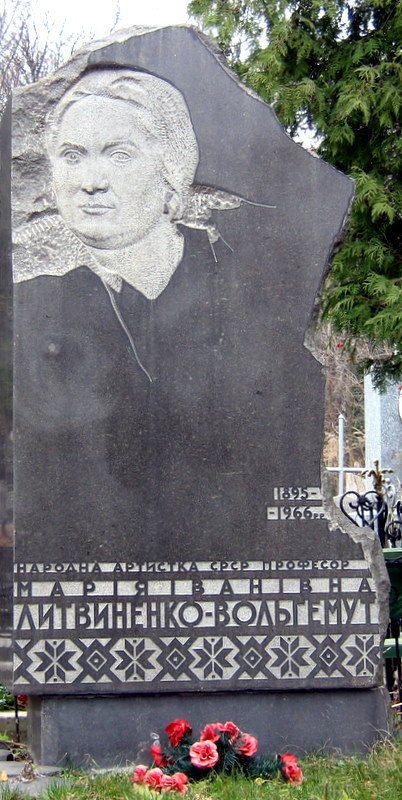
Могила Марии Литвиненко-Вольгемут

Репертуар певицы насчитывал около 80 партий. Считалась одной из лучших исполнительниц вагнеровского репертуара, была первой в СССР исполнительницей роли Турандот в одноимённой опере Дж. Пуччини.
Выступала также и как камерная певица. Репертуар включал произведения Н. Лысенко, Я. Степокого, К. Стеценко, М. Глинки, А. Даргомыжского, П. Чайковского, Н. А. Римского-Корсакова, С. Танеева, С. Рахманинова, Ц. Кюи, Ф. Шуберта, И. Брамса, Ф. Шопена, Э. Грига. Для певицы писали произведения Л. Ревуцкий , Б. Лятошинский, Г. Майборода, Ю. Мейтус, О. Тактакишвили, Б. Мокроусов и др.
Участвовала в концертах на заводах, фабриках, в клубах, где вела большую работу по популяризации украинского оперного искусства. Исполнительница украинских народных песен.
Гастролировала (вместе с И. С. Паторжинским) во многих городах СССР и за рубежом: Югославия (1945), Франкфурт-на-Майне (Международная музыкальная выставка), Берлин, Мюнхен, Гамбург, Лейпциг.
Записывалась на грампластинки.
Автор многих статей о музыке, воспоминаний о своей жизни и жизни современников.
С 1920 по 1922 годы преподавала в Винницкой народной консерватории, в 1930-х годах занималась с молодыми певцами в Харькове и Киеве, в 1944—1964 годах преподавала в Киевской консерватории им. П. Чайковского (ныне Национальная музыкальная академия Украины имени П. И. Чайковского). С 1946 — профессор.
С 1947 года была членом жюри конкурсов вокалистов.
Член ВКП(б) с 1944 года. В 1935 году была делегатом 7-го Всесоюзного съезда Советов СССР.
Мария Литвиненко-Вольгемут скончалась 3 апреля 1966 года в Киеве. Похоронена в Киеве на Байковом кладбище.

## Звания и награды
- Заслуженная артистка Республики (1926)
- Народная артистка Украинской ССР (1930)
- Народная артистка СССР (1936)
- Сталинская премия (1946) — за выдающиеся достижения в области театрально-вокального искусства
- Орден Ленина (1946)
- Три ордена Трудового Красного Знамени (23.03.1936 — «за выдающиеся заслуги в деле развития украинского оперного искусства, украинской музыки, песни и танцев», 1948, 1951)
- Медаль «За победу над Германией в Великой Отечественной войне 1941-1945 гг.»
- Медаль «За трудовую доблесть»

## Творчество

### Роли в театре

#### Театр Н. К. Садовского
- Наталка — «Наталка Полтавка» Н. В. Лысенко (дебютная партия)
- Панночка — «Утопленница» Н. В. Лысенко
- Оксана — «Запорожец за Дунаем» С. C. Гулак-Артемовского
- Катерина — «Катерина» Н. Н. Аркаса

#### Театр музыкальной драмы(Петроград)
- Купава — «Снегурочка» Н. А. Римского-Корсакова (дебютная партия)
- Лиза — «Пиковая дама» П. И. Чайковского
- Оксана — «Черевички» П. И. Чайковского
- Татьяна — «Евгений Онегин» П. И. Чайковского
- Настасья — «Чародейка» П. И. Чайковского
- Аида — «Аида» Дж. Верди
- Микаэла — «Кармен» Ж. Бизе
- Джульетта — «Сказки Гофмана» Ж. Оффенбаха
- Донна Анна — «Каменный гость» А. С. Даргомыжского

#### Первый трудовой кооператив украинских артистов (Украинский народный театр) (Винница)
- Эльза — «Лоэнгрин» Р. Вагнера
- Елизавета — «Тангейзер» Р. Вагнера

#### Харьковский театр оперы и балета
- Галька — «Галька» С. Монюшко
- Одарка — «Запорожец за Дунаем» С. С. Гулак-Артемовского
- Ярославна — «Яблоневый плен» И. Днепровского
- Мирослава — «Золотой обруч» Б. Н. Лятошинского
- Ядвига — «Кармелюк» В. Г. Костенко

#### Киевский театр оперы и балета им. Т. Шевченко
- Ларина — «Евгений Онегин» П. И. Чайковского
- Одарка — «Запорожец за Дунаем» С. С. Гулак-Артемовского
- Терпелиха — «Наталка Полтавка» Н. В. Лысенко
- Варвара — «Богдан Хмельницкий» К. Ф. Данькевича
- Старуха — «Сказка о рыбаке и рыбке» по А. С. Пушкину

#### Другие роли
- Галя — «Назар Стодоля» Т. Г. Шевченко
- Настя — «Тарас Бульба» Н. В. Лысенко в ред. Л. Н. Ревуцкого
- Оксана — «Рождественская ночь» Н. В. Лысенко
- Дидона — «Энеида» Н. В. Лысенко
- Ганна — «Наймычка» М. И. Вериковского
- Роксолана — «Бранка Роксолана» Д. В. Сичинского
- Надежда — «Аскольдова могила» А. Н. Верстовского
- Наташа — «Русалка» А. С. Даргомыжского
- Ярославна — «Князь Игорь» А. П. Бородина
- Татьяна — «Евгений Онегин» П. И. Чайковского
- Мария — «Мазепа» П. И. Чайковского
- Настя — «Пан сотник» Г. А. Казаченко
- Маргарита — «Фауст» Ш. Гуно
- Валентина — «Гугеноты» Дж. Мейербера
- Флория Тоска — «Тоска» Дж. Пуччини
- Сантуцца — «Сельская честь» П. Масканьи
- Недда — «Паяцы» Р. Леонкавалло
- Ортруда — «Лоэнгрин» Р. Вагнера
- Венера — «Тангейзер» Р. Вагнера
- Марта — «Долина» Э. д’Альбера
- Кундри — «Парсифаль» Р. Вагнера
- Аксинья — «В бурю» Т. Н. Хренникова
- Одарка — «Купало» А. К. Вахнянина
- Наташа — «Вибух» («Взрыв») В. З. Гжицкого
- Жеребенчиха — «Честь»

### Фильмография
- 1936 — Наталка Полтавка (фильм-опера) — озвучивание партии Наталки
- 1952 — Концерт мастеров украинского искусства (фильм-спектакль) — Одарка (в дуэте, из оперы «Запорожец за Дунаем»)
- 1953 — Запорожец за Дунаем (фильм-опера) — Одарка

## Память
- В 1977 году в Киеве на доме, где жила певица, по адресу ул. Пушкинская 20-А, была установлена мемориальная доска (скульптор А. П. Олейник, архитектор В. Г. Гнездилов)
- В Киеве в её честь названа улица.